# Distanza di sicurezza (film)
Distanza di sicurezza (Distancia de rescata) è un film del 2021 diretto da Claudia Llosa. 
L'opera, basata sull'omonimo romanzo di Samanta Schweblin, è sceneggiata dalla stessa con la regista Claudia Llosa.

## Trama
Amanda è in fin di vita e trascorre il suo tempo parlando con David, lo strano bambino figlio della sua amica Carola. Man mano che la conversazione si sviluppa, la donna ripercorre la sua vita dal giorno in cui ha iniziato la sua vacanza in un paese dell'Argentina con sua figlia Nina. La donna racconta del primo incontro con Carola e con lo stesso David, della conversazione in cui Carola gli ha rivelato un'oscura verità su David, delle stranezze e dei vari bambini deformi che la donna ha notato nel paese. Questi fenomeni sembrano collegati al motivo per cui Amanda ha contratto una strana infezione che la sta uccidendo.

## Produzione
La trasposizione del romanzo Distanza di sicurezza è stata annunciata da parte di Netflix nel 2019. Il film è stato girato in Cile nello stesso anno.

## Distribuzione
Presentato nel corso del Festival internazionale del cinema di San Sebastián 2021, il film è stato successivamente distribuito nei 
mesi successivi sulla piattaforma Netflix il 13 ottobre 2021 .

## Accoglienza
Sull'aggregatore Rotten Tomatoes il film riceve il 71% delle recensioni professionali positive con un voto medio di 6,6 su 10 basato su 42 critiche, mentre su Metacritic ottiene un punteggio di 75 su 100 basato su 9 critiche.